# Caponina longipes
Caponina longipes  (лат.) — вид мелких пауков рода Caponina из семейства Caponiidae. Южная Америка: Венесуэла. Длина около 4 мм.
Вид Caponina longipes был впервые описан в 1893 году французским арахнологом Эженом Симоном (1848—1924) вместе с Nops maculatus и другими таксонами. Caponina longipes включён в состав рода Caponina Simon, 1891 вместе с Caponina alegre, Caponina cajabamba, Caponina chilensis, Caponina chinacota, Caponina testacea и другими видами.